# بيجى كاستل
بيجى كاستل (بالإنجليزية: Peggie Castle)‏ هي ممثلة أمريكية، ولدت في 22 ديسمبر 1927 في الولايات المتحدة، وتوفيت في 11 أغسطس 1973 بهوليوود في الولايات المتحدة بسبب تشمع الكبد.

## وصلات خارجية
- بيجى كاستل على موقع IMDb (الإنجليزية)
- بيجى كاستل على موقع أول موفي (الإنجليزية)
- بيجى كاستل على موقع إن إن دي بي (الإنجليزية)
- بيجى كاستل على موقع قاعدة بيانات الفيلم (الإنجليزية)